# Chione (geslacht)
Chione is een geslacht van mollusken, dat fossiel bekend is vanaf het Oligoceen. 

## Beschrijving
Deze tweekleppige venusschelp heeft een eivormige tot driehoekige schelp met een sculptuur van concentrische koorden en radiaire draden en een voorwaarts omgebogen wervel. Het slot van beide kleppen is bezet met drie uitwaaierende tanden. De  mantellijn, die een verbinding tot stand brengt met beide spierafdrukken, vertoont in de buurt van de achterste afdruk een flauwe inbochting. De lengte van de schelp bedraagt ongeveer 1,6 cm.

## Leefwijze
Dit geslacht bewoont ondiepe zeeën en leeft geheel ingegraven in zandbodems.